# Schäkäl
Der Schäkäl, im Deutschen meistens Schekel, bezeichnet ein biblisches Gewichtsmaß.
- 1 Kikkar = 60 Manäh = 3000 Schäkäl ≈ 34,2 Kilogramm
- 1 Manäh = 50 Schäkäl ≈ 571 Gramm
- 1 Schäkäl ≈ 11,42 Gramm

Nach dem Schäkäl ist auch die Israelische Währung Schekel benannt.